# Marlena Jawaid
Marlena Jawaid, född,16 augusti 2000 i Bulgarien, är en svensk, före detta bulgarisk, modern femkampare.

## Biografi
Jawaid är född och uppvuxen i Bulgarien där hon tagit guld i ett nationellt mästerskap. En schism med det bulgariska förbundet föranledde Jawaid, som har en svensk pappa, att börja tävla för Sverige. Jawaid tog silver i U24-EM och blev sexa i junior-VM 2021.